# KK Lovćen
El KK Lovćen (Košarkaški klub Lovćen - Кошаркашки клуб Ловћен) és un club de bàsquet amb seu a la ciutat de Cetinje (Montenegro).

## Palmarès
- Lliga Balcànica
  - Finalistes (1): 2015–16
- Lliga montenegrina
  - Finalistes (2): 2006-07, 2008-09
- Copa montenegrina
  - Finalistes (2): 2006-07, 2010–11